# تاج امیر
تاج امیر، روستایی سرسبز و خوش آب و هوا از توابع بخش مرکزی شهرستان دلفان در استان لرستان ایران است.

## جمعیت
این روستا در دهستان خاوه جنوبی قرار دارد و براساس سرشماری مرکز آمار ایران در سال ۱۳۸۵، جمعیت آن ۸۲۹ نفر (۲۰۷خانوار) بوده‌است. از مناطق دیدنی و تفریحی آن می‌توان به سد تاج امیر، سراب هواس بگی اشاره نمود.